# Casorzo Monferrato
Casorzo Monferrato (Casors in piemontese, Casorzo fino al 2022) è un comune italiano di 574 abitanti della provincia di Asti in Piemonte. È diviso in Casorzo alto e basso. Inoltre è famoso per la sua cantina sociale, che produce prevalentemente Malvasia.

## Geografia fisica
Il paese è situato a 23 km. a nord-est del capoluogo di provincia Asti.

La parte alta dell'abitato è situata su una collina di 273 mt. sul livello del mare, circondata da estesi appezzamenti a vigneto.

## Origini del nome
Le attestazioni medievali del toponimo sono varie e frammentarie; la più diffusa è Casurcius (1148), poi Casurtius (1223), poi Cassurcellus (1300) e anche Castrum Arsum (1253). Dante Olivieri ha proposto un composto apocopato di casa e di un nome personale latino, Ursius o Surtius.

## Storia

### Simboli
Lo stemma è stato concesso con regio decreto del 21 marzo 1897.
(R.D. del 21 marzo 1897)
Il gonfalone è un drappo di azzurro.

## Monumenti e luoghi d'interesse
- Chiesa di San Vincenzo Martire, settecentesca
- Chiesa della Madonna delle Grazie, con antistante monumento ai Caduti e circondata da area verde
- Esemplare di ippocastano bisecolare, inserito nell'Elenco Regionale degli alberi monumentali [9]

## Società

### Evoluzione demografica
Negli ultimi cento anni, a partire dal 1921, la popolazione residente si è ridotta di due terzi.
Abitanti censiti

## Economia

### Agricoltura
L'economia del paese si basa quasi interamente sulla produzione e la vendita di vino Malvasia.

### Turismo
Casorzo è un paese particolarmente famoso per il turismo. Ogni anno più di 1500 visitatori arrivano nel piccolo comune per degustare il vino locale e visitare la chiesa di San Giorgio in stile altomedievale e la chiesa di San Vincenzo, settecentesca.
A Casorzo è presente una rarità botanica, il bialbero, un ciliegio cresciuto su un gelso, sulla strada che porta a Grana Monferrato.

## Amministrazione
Di seguito è presentata una tabella relativa alle amministrazioni che si sono succedute in questo comune.
| Periodo          | Periodo        | Primo cittadino       | Partito                     | Carica  | Note   |
| ---------------- | -------------- | --------------------- | --------------------------- | ------- | ------ |
| 11 giugno 1985   | 5 giugno 1990  | Mario Garlando        | Democrazia Cristiana        | Sindaco | [ 11 ] |
| 5 giugno 1990    | 24 aprile 1995 | Mario Garlando        | Democrazia Cristiana        | Sindaco | [ 11 ] |
| 24 aprile 1995   | 20 giugno 1996 | Alfio Gatta           | centro-sinistra             | Sindaco | [ 11 ] |
| 18 novembre 1996 | 14 maggio 2001 | Giuseppe Carlo Pavese | centro-sinistra             | Sindaco | [ 11 ] |
| 14 maggio 2001   | 30 maggio 2006 | Lucia Manuela Allara  | lista civica                | Sindaco | [ 11 ] |
| 30 maggio 2006   | 16 maggio 2011 | Luigi Mosso           | lista civica                | Sindaco | [ 11 ] |
| 16 maggio 2011   | 4 giugno 2011  | Ivana Mussa           | lista civica Vivere Casorzo | Sindaco | [ 11 ] |
| 5 giugno 2016    | in carica      | Ivana Mussa           | lista civica Vivere Casorzo | Sindaco | [ 11 ] |

## Galleria d'immagini

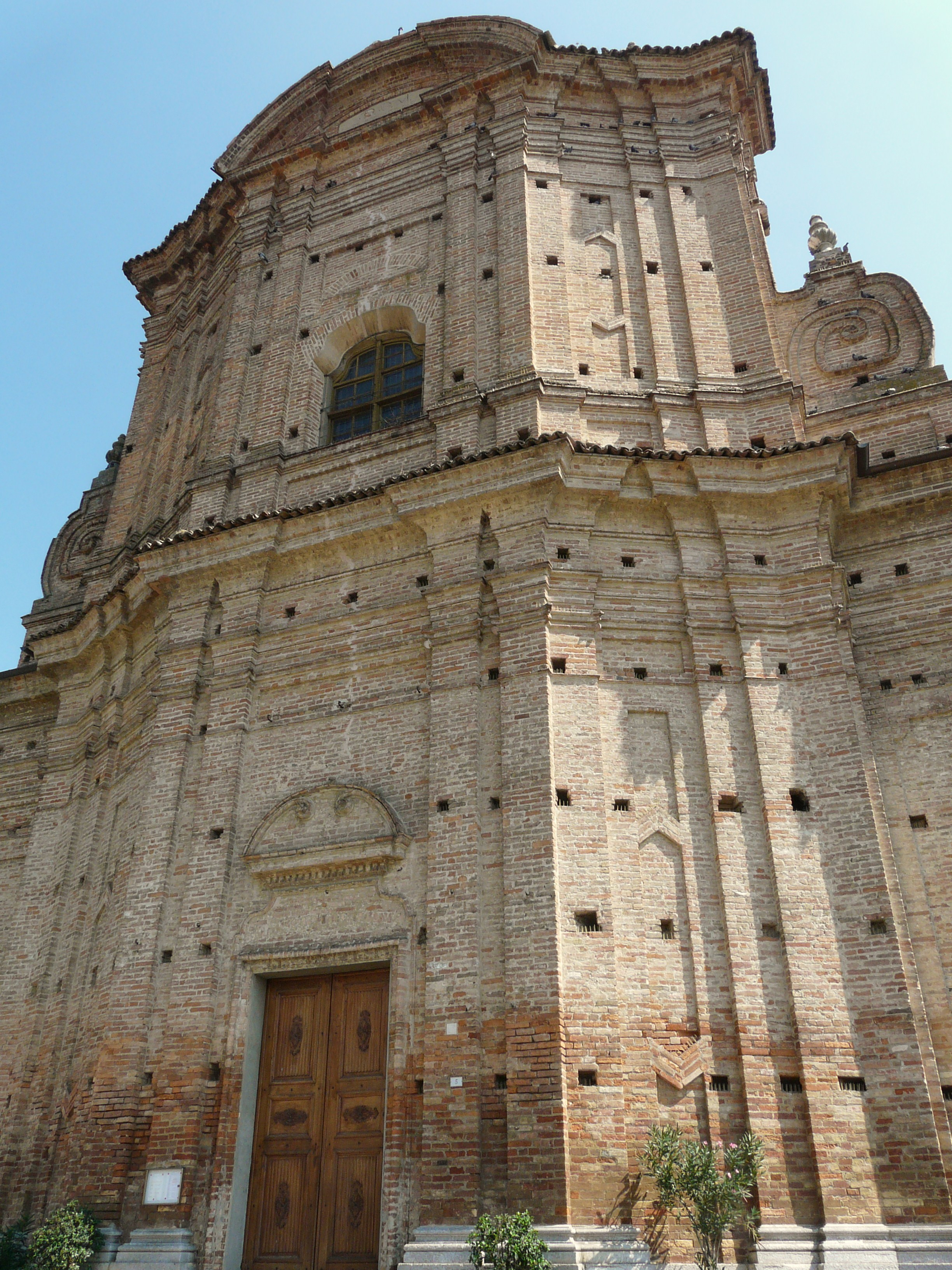
Chiesa di San Vincenzo Martire
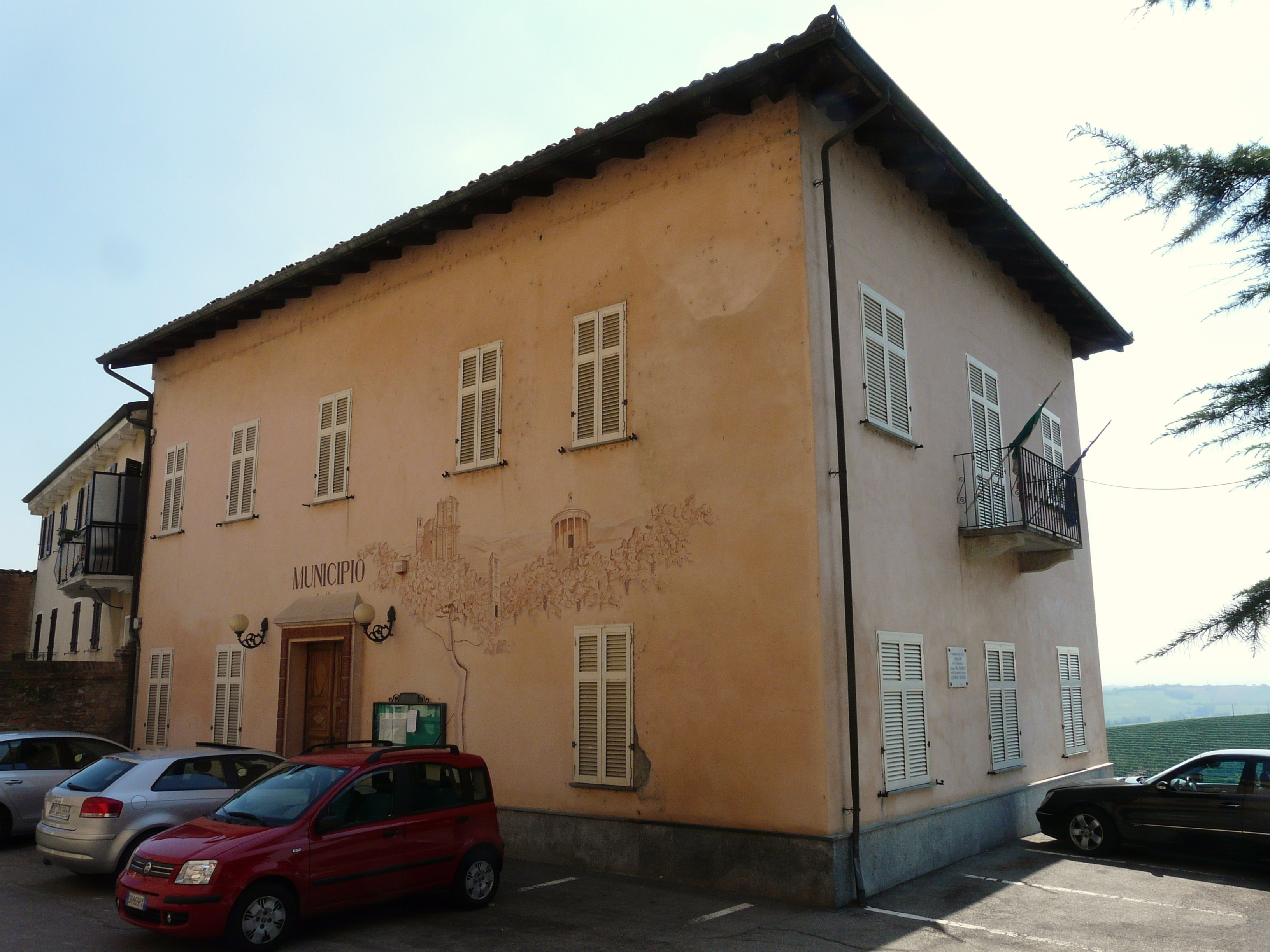
Municipio di Casorzo
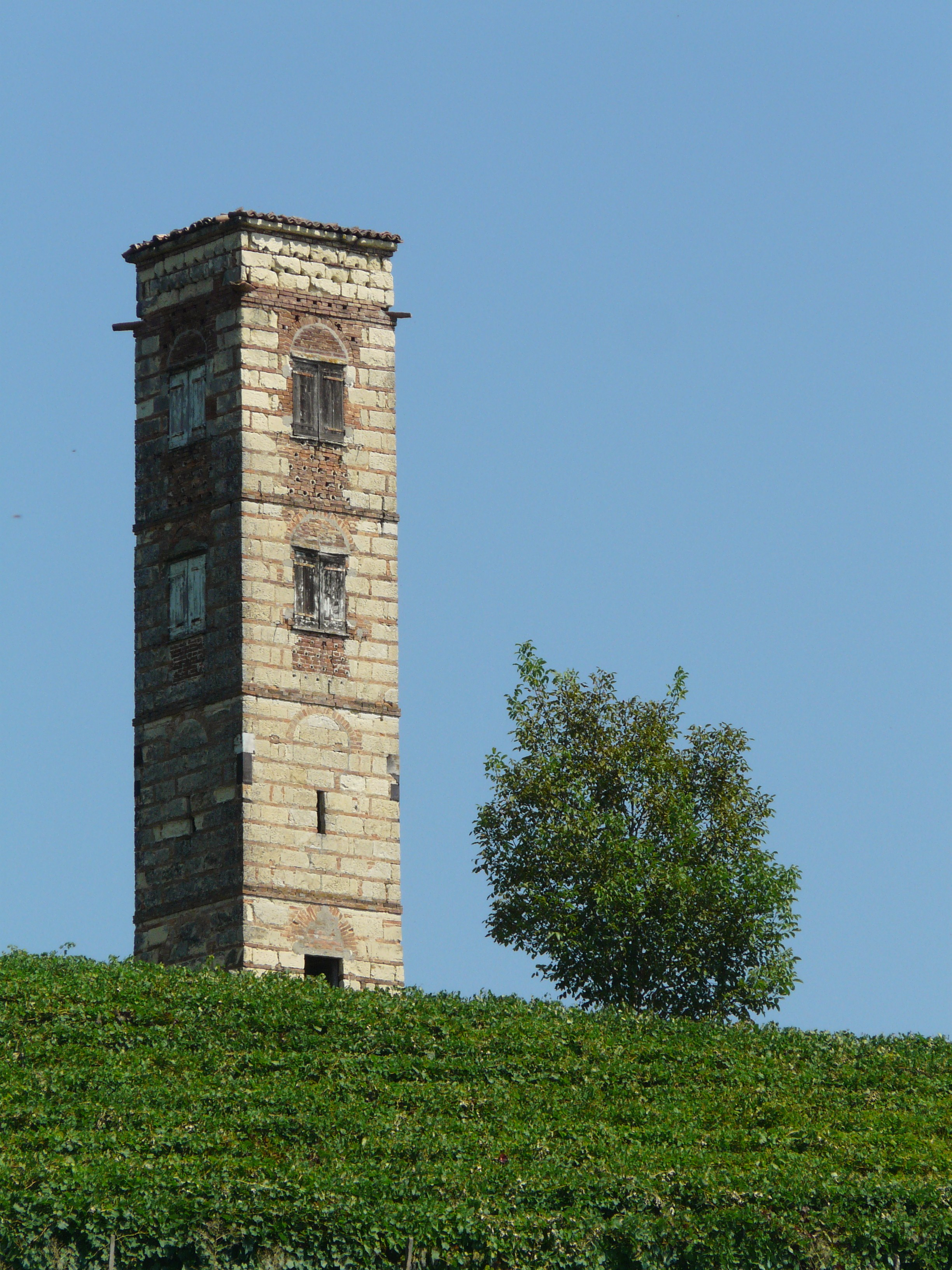
Torre presso Casorzo
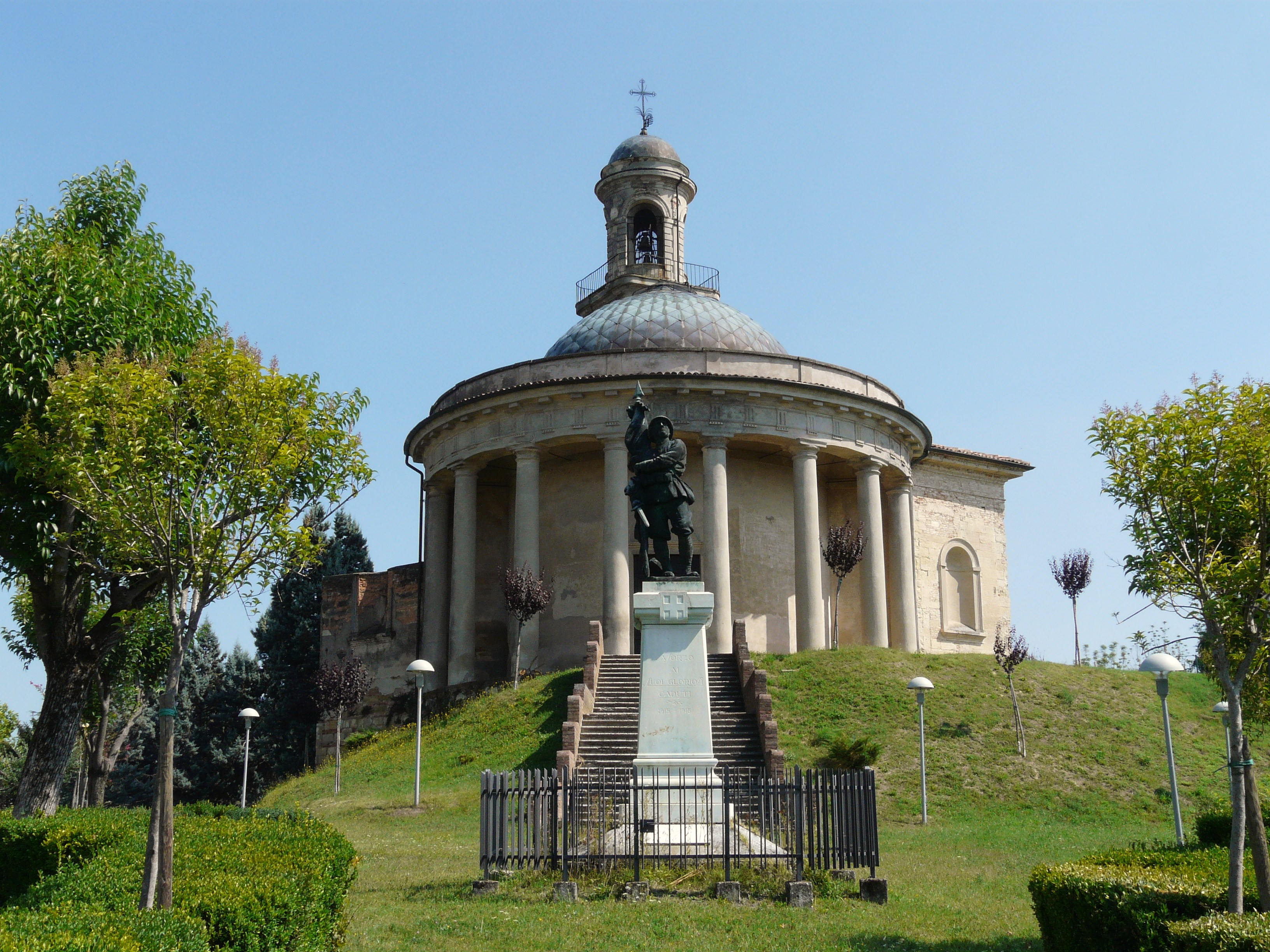
Chiesa della Madonna delle Grazie e monumento ai caduti
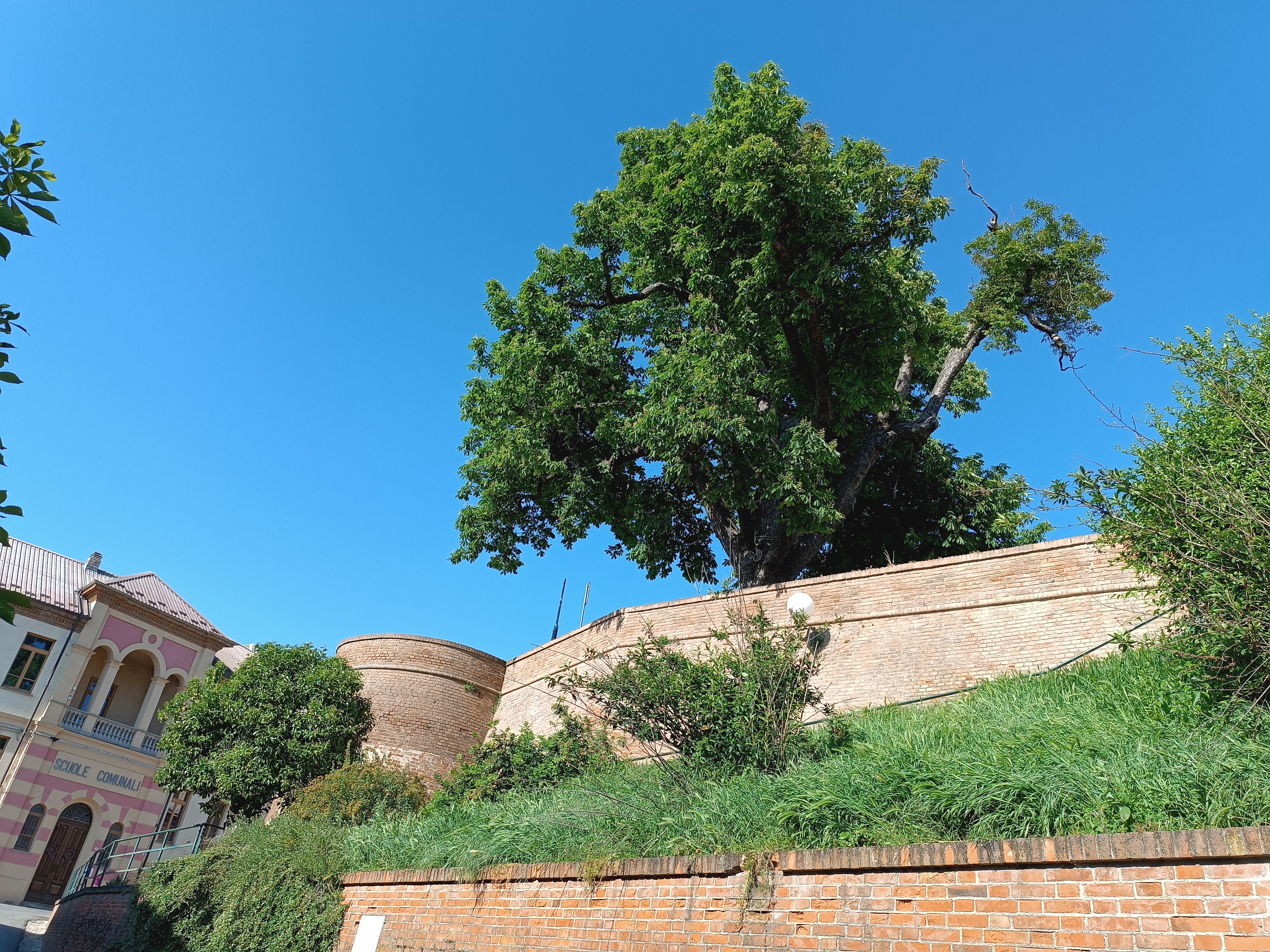
Ippocastano bisecolare